# Chuqqim

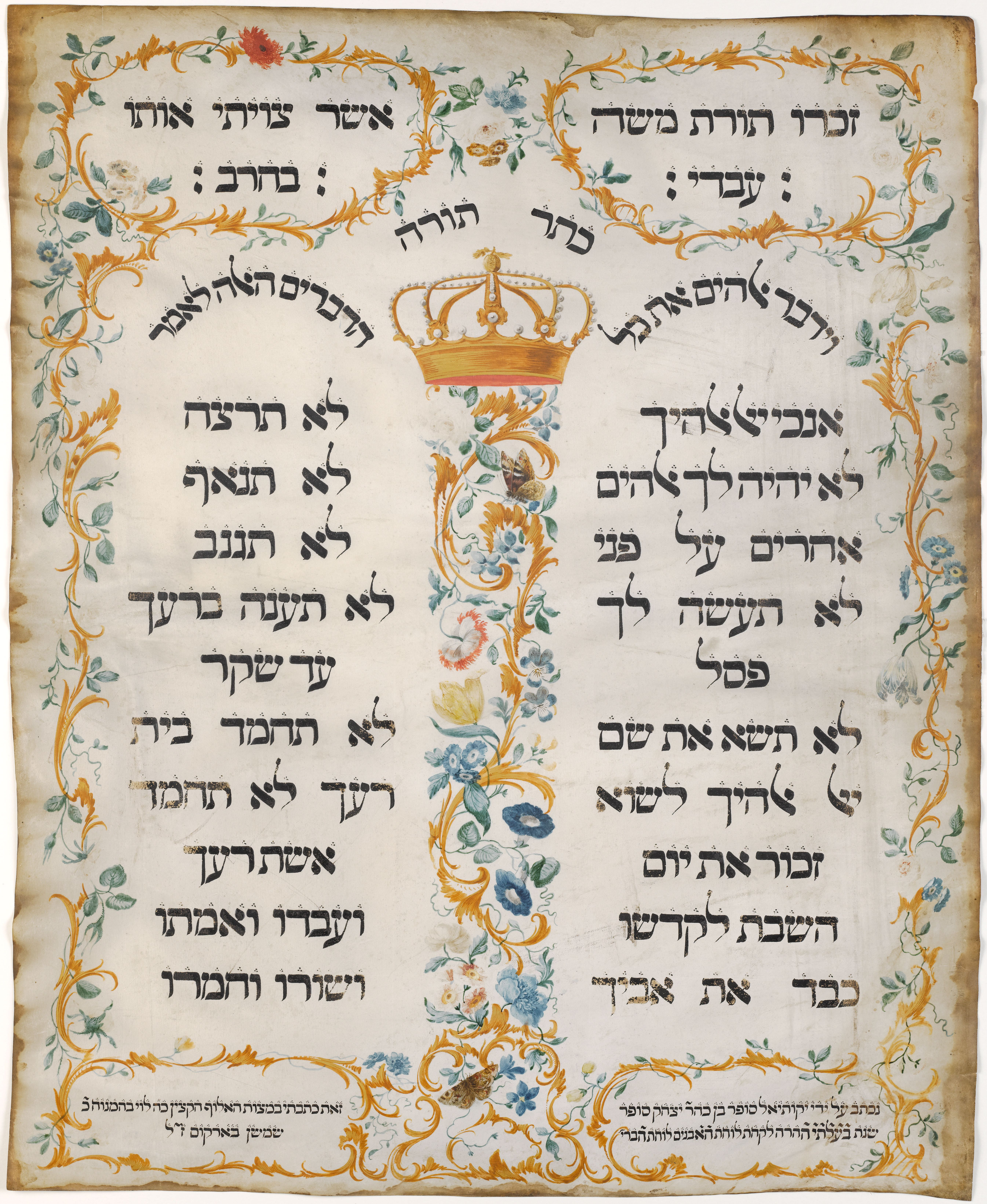
Il decalogo emulato in una pergamena del 1768 di Jekuthiel Sofer

Per Choq o Khok (ebr.: חָקֿ, sing. - "Decreto/Statuto"), e Chuqqim o Khukkim (ebr.:  חֻקִּים, plur. - "Decreti/Statuti") al plurale, in ebraico si intendono gli statuti normativi della Torah della religione ebraica, e formano parte di quella legge biblica per la quale non esiste logica apparente e quindi considerata di assoluta origine divina: fanno parte delle mitzvot che trascendono motivazioni razionali, a differenza dei mishpatim (ebr. מִּשְׁפָּטִים - "leggi/giudizi"), che regolano il comportamento sociale e il cui beneficio per la società è evidente. Il khok quintessenziale è la mitzvah della giovenca rossa (parah adumah), un'offerta fatta all'epoca del Tempio di Gerusalemme come parte di un procedimento di purificazione rituale (discusso in Numeri 19.1-22)

## Significato non conosciuto
I significati di questi statuti supra-razionali non possono essere approfonditi né compresi nella loro completezza ed essenza, differentemente dalle altre regole per le quali vi sono numerose spiegazioni anche secondo livelli esegetici diversi. Essi vengono accettati dal popolo ebraico per fede assoluta in Dio e nella rivelazione della Torah di Mosè.
Una società che ha i mishpatim ma non ha khukkim, può sviluppare metodi meravigliosi per migliorare la "qualità della vita", mentre lascia i suoi cittadini completamente all'oscuro in merito allo scopo della vita stessa. Si tratta di una situazione paradossale che Einstein ha giustamente descritto come una "perfezione di mezzi" accoppiata con una "confusione di fini."

## Khukkim e Mishpatim: gradi e livelli?

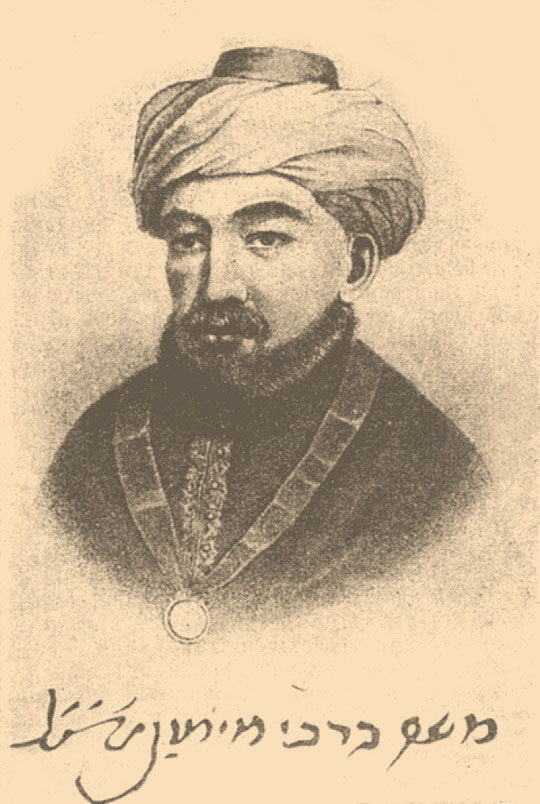
Moshe ben Maimon, detto Rambam, rabbino e filosofo tra i più importanti esegeti delle mitzvot. Illustrazione della Jewish Encyclopedia (1906).

I comandamenti ("Mitzvot") della Torah sono tradizionalmente divisi in due categorie, "Khukkim" e "Mishpatim". Quelle mitzvot che regolano il comportamento sociale e il cui beneficio per la società è evidente sono definiti "Mishpatim": ne sono esempi le leggi contro il furto e l'omicidio. Al contrario, "Khukkim" sono mitzvot il cui scopo non è così facile da esplicare, si vedano per esempio le leggi sulla proibizione di indossare lana insieme al lino, o mangiare alimenti non-casher.
In superficie, è difficile comprendere perché questo metodo di classificazione sia giustificato. Si potrebbe pensare che non abbia senso categorizzare i comandamenti semplicemente sul fatto che si possa essere in grado di fornire o meno una spiegazione logica per la loro esistenza. Possibile che non ci sia un criterio più significativo da utilizzare per raggruppare le mitzvot?
Il Rambam (Maimonide), alla fine della sua opera Hilchot Meilah, presenta una lunga discussione sulla distinzione tra khukkim e mishpatim, tra cui:

Attenzione, si dice nella Torah, "E tu osserverai tutti i miei statuti (khukkim) e le mie ordinanze (mishpatim) e li praticherai". I rabbini hanno detto che questo versetto comanda di "osservare" e "praticare" i khukkim e i mishpatim. "Praticare" è ovvio - significa eseguire i khukkim. E "osservare" significa stare attenti a loro, senza credere che siano inferiori ai mishpatim. E i mishpatim sono quei comandamenti il cui motivo è ovvio e il beneficio della cui realizzazione in questo mondo è noto, come ad esempio il divieti di furto, omicidio, e il comandamento di rispettare i genitori. E i khukkim sono comandamenti la cui ragione non è evidente ...
E l'inclinazione dell'uomo è di resisterli, e le nazioni del mondo disputano contro di loro - come il divieto della carne di maiale o di carne e latte, il comandamento del vitello decapitato, la giovenca rossa e il capro espiatorio. Il Re David era terribilmente addolorato per il fatto che gli eretici e gli idolatri respingevano i khukkim. E più lo opprimevano con argomentazioni false formulate in base alla fragilità dell'intelletto umano, più Re Davide diveniva fedele alla Torah...
E tutti i sacrifici sono inclusi nei khukkim. I Rabbini dicono che è grazie al servizio sacrificale che il mondo continua ad esistere. In virtù dell'esecuzione dei hukkim e dei mishpatim, il giusto si guadagna una parte nel Mondo a venire. E la Torah ha dato la precedenza alla realizzazione dei khukkim, come è scritto: "Osserverete dunque le mie leggi e le mie prescrizioni, mediante le quali, chiunque le metterà in pratica, vivrà."

Il concetto che il Rambam identifica qui è di importanza fondamentale per una corretta comprensione della Torah in generale. Gli esseri umani hanno un senso intuitivo del bene e del male, e del giusto e dell'errato, quando si tratta di questioni di importanza materiale. Non vi è dubbio nelle nostre menti che questi problemi sono molto reali e molto seri. Per questo motivo, tutte le società hanno leggi che regolano il commercio, vietano l'omicidio e il furto, e in generale proteggono il benessere fisico dei loro membri. Queste leggi - i mishpatim - hanno uno scopo che è manifestamente evidente alle nazioni del mondo, proprio perché i valori che promuovono i mishpatim - cioè, i valori materiali - sono riconosciuti come significativi da tutte le persone, in tutto il mondo.
Questo è ciò che rende i khukkim così misteriosi. Qualsiasi ricerca di una spiegazione banale dei khukkim sarebbe necessariamente vana. Questo perché i khukkim non hanno lo scopo di promuovere il benessere materiale degli ebrei e non può essere compresa in tale contesto. Al contrario, i khukkim servono esclusivamente a facilitare la crescita intellettuale e morale. Per l'ebreo osservante, sia che si tratti di limitare una gratificazione istintuale o di dirigere la mente alla percezione della mano di Dio nella Natura, i khukkim servono per avvicinarsi alla meta filosofica per la quale la persona è stata divinamente scelta. Nella prospettiva ebraica ortodossa, i khukkim sono la linfa vitale di un'esistenza significativa, reale, spiritualmente in sintonia. Tuttavia sono radicati in ideali e principi che sembrano ultraterreni e persino controintuitivi a un estraneo. Proprio perché il beneficio dei khukkim non può essere spiegato in termini che abbiano senso per una persona materialista, essi sono "disprezzati e derisi dalle nazioni del mondo".

## Valore dei Khukkim
Un pragmatista puro che pensa solo in termini di piacere fisico, guadagno materiale e produttività economica, respinge i khukkim come per lo meno inutili e anche senza senso. Nel quadro del suo sistema di valori, il laico semplicemente non riesce a vedere il merito dei rituali e delle restrizioni che non producono alcun beneficio concreto di sorta. Per questo motivo, afferma il Rambam, Re David non provò mai a difendere i khukkim agli occhi del mondo: si rese conto che l'incapacità dei suoi contemporanei di percepire la bellezza dei khukkim era il risultato della povertà intrinseca della loro visione esistenziale. Il loro completo impegno nelle priorità materialistiche privava i khukkim di qualsiasi valore; si rifiutavano quindi di attribuire qualsiasi sostanza alle questioni dello spirito.
Qui sta il collegamento tra khukkim e i sacrifici in generale. Secondo l'Ebraismo, il concetto di consacrazione è, per sua stessa definizione, una contraddizione alla sensibilità materialistica - è un fenomeno astratto, metafisico, che esercita comunque una grande influenza sul comportamento umano. La semplice designazione di un animale come sacrificio rimuove improvvisamente una fonte perfettamente utile di alimenti o di lavoro dal dominio del controllo umano, relegandola all'uso del Tempio. Similmente, la stessa istituzione delle leggi sacrificali richiede all'ebreo di riconoscere l'esistenza reale di un regno di valori e principi che trascende i suoi interessi personali e gli impone anche di frenarli - "una volta che hanno il nome del Padrone del Mondo imposto su di loro ... chiunque li tratti come mondani commette sacrilegio ..."
Secondo l'interpretazione del Rambam, e la corrente visione ebraica, salvaguardare il benessere fisico della società è lo scopo più basilare di ogni ordinamento legale, anzi, per la maggior parte dei sistemi giuridici, è l'unico obiettivo. La Torah condivide questo obiettivo e di conseguenza promulga i mishpatim. Tuttavia, con l'introduzione dei khukkim, la Torah dimostra la sua unicità come guida della vita umana. I khukkim non migliorano la nostra padronanza o il nostro godimento del mondo fisico di per sé, al contrario, sono di ostacolo alla continua ricerca di gratificazioni e ricchezze materiali: la loro funzione è in tutta contraddizione con l'inclinazione naturale umana di misurare la bontà e la sostanza in termini fisici. I khukkim richiedono di ritirare le energie via dal concreto e convogliarle invece nell'intellettuale, nel metafisico e nel trascendente.

## Logica delle Mitzvot
(Samson Raphael Hirsch, Horeb, p. 359)
Sia i khukkim che i mishpatim sono anche usati dalla Tora come sinonimi di "mitzvah" e riferimento a tutti i comandamenti della Torah. Un relativo esempio è la sezione della Torah sui Mishpatim (Esodo 21-24), che iniziano con le parole di Dio a Mosè: "Questi sono i mishpatim che tu esporrai loro." Le 53 mitzvot che seguono sono infatti principalmente leggi logiche, ma includono anche una serie di "testimonianze" (eidot) e almeno un "decreto" suprarazionale khok - l'ultima mitzvah della serie, che è il divieto di mescolare carne con latte ("Non cuocerai un capretto nel latte di sua madre").
Secondo la prospettiva ebraica, Dio ha creato la mente umana e la logica con cui opera - sarebbe quindi ridicolo supporre che Dio desideri qualcosa perché è logico. Piuttosto, l'incontrario: qualcosa è logico perché Dio lo desidera. Questo è il ragionamento alla base interpretativa delle mitzvot.
In altre parole, il motivo per cui il comandamento "Non uccidere" è logico per gli ebrei è che Dio desidera un mondo in cui la vita è sacra, e plasma la mente umana secondo la Sua visione della realtà. In sostanza, tuttavia, "Non uccidere" non è più logico della mitzvah di Parah adumah (il comandamento di cospargere le ceneri della giovenca rossa su qualcuno che è stato ritualmente contaminato dal contatto con un cadavere - spesso citato come khok primario). L'ebreo quindi vede la razionalità del comandamento "Non uccidere" come una "veste" esteriore dietro la quale si trova la natura essenziale della mitzvah come la volontà suprarazionale di Dio.
Secondo le parole della Tanya: "Le logiche delle mitzvot non sono state rivelate, perché sono superiori e al di là della ragione e comprensione. Anche in quei casi in cui è stato rivelata e spiegata una certa ragione che apparentemente è per noi comprensibile, ciò non è ... la ragione ultima, perché al suo interno è contenuta una saggezza implicita, sublime, che va oltre la ragione e la comprensione."
D'altra parte, anche il decreto più irrazionale ha i suoi elementi razionali che possono essere analizzati dalla mente umana e da essa apprezzati, come lezione di vita. Maimonide scrive: "Sebbene tutti la khukkim della Torah siano decreti sovrarazionali ... è giusto contemplarli, e tutto ciò che può essere spiegato, sia spiegato."
Così, ogni mitzvah - sia essa classificata come khok o mishpat - è fondamentalmente un decreto suprarazionale che tuttavia può essere vissuto come guida illuminante per la vita. L'ebreo devoto reputa ogni mitzvah un atto di sottomissione alla volontà divina, un atto che riconosce che la mente finita della persona non riesce a comprendere gli assiomi che sono alla base della nostra realtà e deve in ultima analisi accettarli per fede dal loro ideatore divino. Allo stesso tempo, ogni mitzvah è un atto razionale, nel senso che si riferisce a noi esseri razionali e ci aiuta a raggiungere una migliore comprensione della nostra natura e il nostro scopo nella vita.
L'unica vera differenza tra khukkim e mishpatim è quale di questi due elementi domini. Il khok enfatizza la suprarazionalità del nostro impegno verso Dio, mentre il mishpat sottolinea la funzione delle mitzvot quali educatori e illuminatori della vita umana.

## Applicazioni

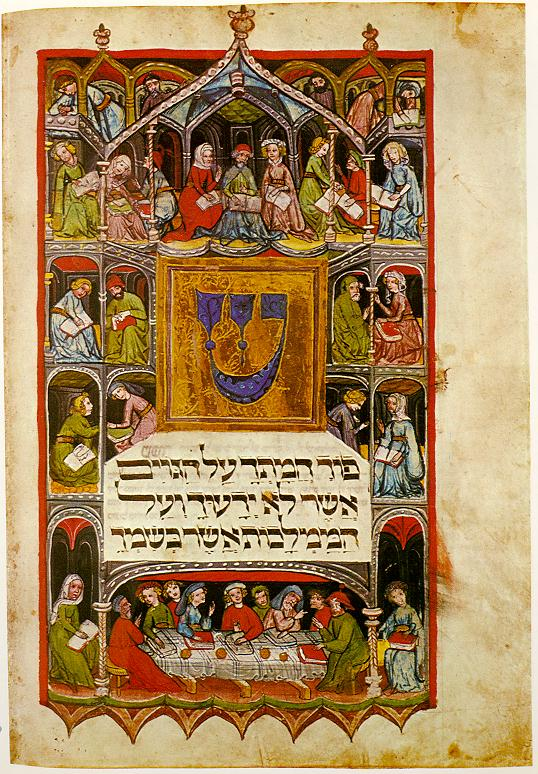
Aggadah del XIV secolo

Nella Aggadah ebraica si narra la storia del "Figlio Saggio", che pone una domanda essenziale: "Quali sono gli eidot, khukkim e mishpatim che Dio ti ha comandato?" Perché esiste questa necessità di tipi diversi di mitzvot, chiede il figlio saggio, che vengono caratterizzati da diversi gradi di razionalità? Cosa c'è di più importante e significativo del semplice fatto che uno compie un comando divino? In risposta alla domanda, l'Aggadah avvisa di "dirgli le procedure delle offerte pasquali, [inclusa la legge che] dopo aver consumato l'offerta della Pesach, non si può concludere il pasto con un dessert".
La Pesach, così chiamata dopo che Dio è passato attraverso tutte le norme per redimere il Suo popolo, rappresenta la trascendenza del naturale e del ragionevole nel nostro rapporto con Dio. Ma anche la Pesach ha le sue "procedure". Le più alte verità suprarazionali devono essere incorporate nella nostra esistenza naturale - un'esistenza caratterizzata da leggi logiche e processi razionali. Infatti - si continua a spiegare al Figlio Saggio - la legge afferma che "dopo aver mangiato il sacrificio pasquale, non si può concludere il pasto con un dessert", in modo che il gusto dell'offerta pasquale possa rimanere in bocca. Inoltre il motivo pasquale trascendentale del nostro rapporto con Dio deve conferire un sapore - un gusto intellettuale ed emotivo - al palato dell'anima.
Per questo la Torah comprende decreti, testimonianze e leggi. L'ebreo considera il decreto come essenzialmente divino, ma lo deve vivere come un programma di vita che riguarda ogni dimensione dell'essere, dai suoi aspetti tecno-logici fino alla capacità umana di rinunciare alla ragione in sottomissione alla volontà divina. È quindi imperativo che la maggior parte dei decreti suprarazionali, i khukkim, vengano, e debbano, essere assimilati dal modo ebraico di pensare e sentire come fonte di illuminazione e di emozione.

## Interpretazioni

### Assioma o strumento?
Oltre alla distinzione tra khukkim suprarazionale e mishpatim razionale, questi due aspetti della mitzvah - la mitzvah come decreto divino e come programma di vita - sono espressi anche in altre divisioni e categorizzazioni.
Per esempio, la Legge afferma:

Se un ebreo è costretto a trasgredire una delle mitzvot comandate dalla Torah, oppure essere ucciso, deve trasgredire piuttosto che essere ucciso. Poiché, per quanto riguarda le mitzvot, è scritto: "[Osserverai i miei khukkim e mishpatim,] che l'uomo deve ottemperare e secondo i quali vivere" - secondo i quali vivere e non morire ... Quando si applica quanto sopra? A tutti i precetti, fatta eccezione per [le proibizioni contro] l'idolatria, [certi] peccati sessuali, e l'omicidio. Per quanto riguarda queste tre trasgressioni, se viene detto ad una persona di commetterne una oppure essere uccisa, allora deve essere uccisa piuttosto che trasgredire. (Mishneh Torah, "Leggi dei Fondamenti della Torah", 5.1-2).
Perché si fa questa distinzione tra mitzvot? Se le mitzvot esistono per la vita piuttosto che per la morte, ciò dovrebbe essere applicato a tutte le mitzvot. D'altra parte, se una persona deve dare la propria vita piuttosto che violare la volontà divina, allora ciò deve applicarsi a tutte le mitzvot, poiché ogni mitzvah è ugualmente un comando di Dio. Invero, si afferma che la mitzvah sia superiore all'esistenza umana, ma anche sua parte integrante. Come decreto divino, dettato esclusivamente dalla volontà infinita e assoluta di Dio, la mitzvah è certamente più grande della manifestazione finita ed equivoca della vita in un corpo fisico. D'altra parte, come illuminatrice, valorizzatrice e santificatrice della vita, la mitzvah è qualcosa che viene a servire la vita, non a sostituirla.
Quando una persona si trova di fronte alla scelta di violare una mitzvah o morire, i due valori della mitzvah vengono portati in conflitto tra loro. La domanda allora è questa: quale elemento della mitzvah domina? Quale dove cedere il passo? Nella maggior parte dei casi, l'elemento "secondo i quali vivere" della mitzvah ha la precedenza. Ma ci sono alcune mitzvot in cui l'aspetto del "divino decreto" è dominante: ciò che è più significativo è che Dio comanda e l'uomo deve obbedire, a prescindere dalle conseguenze all'effimera esistenza umana come essere fisico.

### Decreti umani
Un'altra espressione degli elementi khok e mishpat all'interno delle mitzvot è la distinzione tra comandamenti biblici (mitzvot d'oraita) e comandamenti rabbinici (mitzvot d'rabbanan). I comandamenti della Bibbia sono i 613 precetti esplicitamente o implicitamente contenuti nei cinque libri di Mosè. I comandamenti rabbinici sono le leggi istituite dai saggi ebrei attraverso le generazioni. (Ad esempio, pregare tre volte al giorno, recitare il Kaddish per i defunti, recitare una benedizione prima di mangiare, accendere le candele dello Shabbat, e le feste di Chanukah e Purim – sono tutte istituzioni rabbiniche. Effettivamente, una parte importante di ciò che chiamiamo "Ebraismo" è di origine rabbinica.)
Entrambi sono ugualmente vincolanti per l'ebreo. I saggi istituirono le loro leggi in base all'autorità divina espressa nel versetto: "Tu agirai in base a quello che essi ti indicheranno ... e avrai cura di fare quanto ti avranno insegnato." (Deuteronomio 17.10). Quindi la benedizione recitata prima dell'osservanza di una mitzvah - "Benedetto sia il Signore nostro Dio, Re dell'Universo, che ci ha santificato con i Suoi comandamenti e ci ha comandato di ..." - viene recitato anche per le mitzvot rabbiniche. Dio è il solo istitutore della mitzvah, che sia scritta o accennata nella Sua Torah, o istituita da esseri umani ai quali Egli ha impartito l'autorità di interpretare e salvaguardare le Sue leggi e guidarli con leggi, espresse poi nella vita ebraica. Pur tuttavia, la Halakhah (La legge della Torah) distingue tra leggi bibliche e leggi rabbiniche, applicando una diversa serie di standard per ciascuna delle due categorie. Una di queste differenze è che, secondo molte autorità halakhiche, le leggi bibliche definiscono la natura del loro oggetto, mentre quelle rabbiniche sono solo i divieti nei confronti della persona. Ad esempio, se la legge biblica vieta un dato cibo, ciò indica che la sostanza stessa del cibo è intrinsecamente negativa e profana; invece la prescrizione rabbinica di un certo alimento è un divieto strettamente legato alla persona, alla quale viene proibito di consumarlo.
Di primo acchito, ciò sembra indicare che le mitzvot rabbiniche sono meno "reali" di quelle bibliche e che, mentre la legge biblica riguarda la natura stessa del suo oggetto, la legge rabbinica si sovrappone sulla vita umana, con l'autorità di comandare e istruire, ma non di definire la realtà. Ad un livello più profondo, però, l'ortodossia afferma che la legge rabbinica è l'espressione più elevata dell'essenza della mitzvah come volontà divina. La fede ebraica sostiene che le mitzvot bibliche definiscono la natura del nostro mondo, esprimendo il fatto che il loro elemento predominante è il ruolo della mitzvah come modellatrice e illuminatrice della realtà creata. Ciò non accade per il comandamento rabbinico, che si occupa solo di ciò che l'uomo deve o non deve fare, e non con come questo influenzi lui o il suo mondo. Afferma quindi l'elemento di "decreto" della mitzvah: la mitzvah che trascende qualsiasi relazione con la vita fisica, avente lo scopo esclusivo di realizzare un desiderio divino.
In conclusione, per l'ebreo osservante il punto è che è meraviglioso sapere che le mitzvot - i khukkim nello specifico - hanno una profondità superna e in verità sono insondabili. Il suo compito è quello di renderli rilevanti per la sua vita, non solo attraverso le proprie prestazioni fisiche, ma attraverso gli atteggiamenti mentali e gli approcci pratici nel confrontarli. Forse questa è la chiave per attribuire una ragione alle mitzvot: la ricerca di ragioni per l'ebreo fornisce un legame personale con le mitzvot e ne ribadisce l'importanza per la propria vita.

Come afferma il saggio Rashi:
(Rashi, Devarim 6.6 "asher")